# Anorí
Anorí est une municipalité du département d'Antioquia en Colombie.